# Johannes Saß
Johannes Saß (auch Johannes Sass; * 4. September 1889 in Hamburg; † 31. Dezember 1971 ebenda) war ein deutscher Sprachwissenschaftler der niederdeutschen Sprache. Er wurde 1926 an der Universität Hamburg promoviert. 1933 trat er der NSDAP bei.

## Bedeutung für das Niederdeutsche

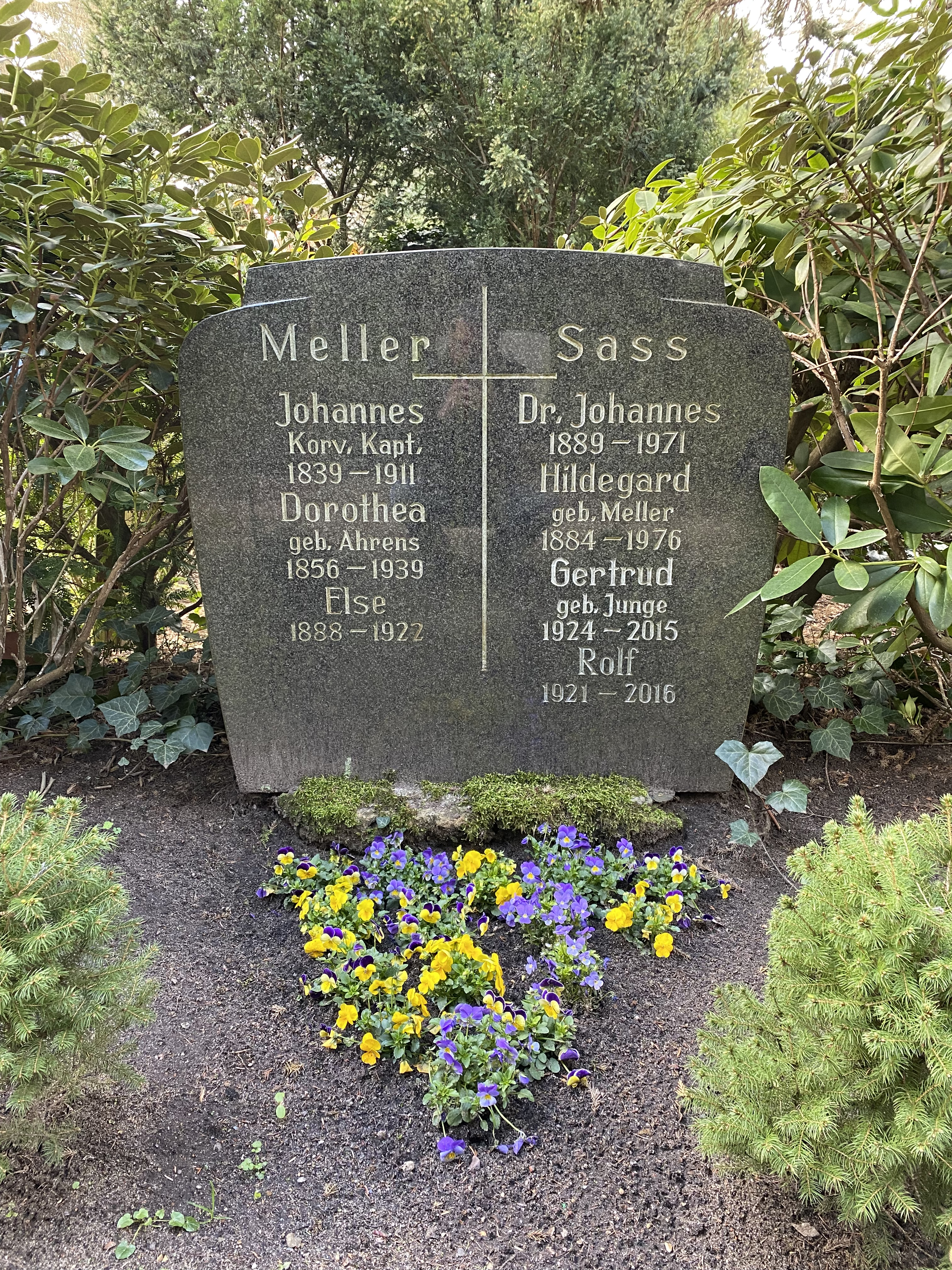
Grabstätte auf dem Friedhof Blankenese

Obwohl die plattdeutsche Schriftsprache im Gegensatz zur hochdeutschen offiziell nicht normiert ist, ist Der Sass für den nordniedersächsischen Dialektraum des Niederdeutschen das, was Der Duden für das Hochdeutsche ist – ein maßgebendes orthographisches Wörterbuch.
Die sehr unterschiedlichen Schreibweisen im Niederdeutschen veranlassten Saß zunächst, eigene Rechtschreibregeln zu entwickeln, die er samt einem plattdeutschen Wörterverzeichnis 1935 veröffentlichte. 1956 war er maßgeblich an der von der „Fehrs-Gilde“ veranlassten Aufstellung der – insgesamt 19 – „Regeln für die plattdeutsche Rechtschreibung“ beteiligt. Dieses Regelwerk folgte überwiegend der „Sass’schen Schrievwies“ – also den von Saß aufgestellten Regeln.

## Johannes-Sass-Preis
Nach Johannes Saß ist der „Johannes-Sass-Preis“ (auch Johannes-Saß-Preis) für wissenschaftliche Arbeiten über die plattdeutsche Sprache benannt. Ihn erhielten bisher:
- 1986: Friedrich W. Michelsen und Andreas Schattschneider / Reinhard Beckord, Gütersloh[2]
- 1989: Ludo Simons, Antwerpen
- 1992: Wolfgang Steusloff, Rostock
- 1995: Martin Schröder, Kiel
- 1998: Barbara Scheuermann, Göttingen
- 2001: Elisabeth Piirainen, Steinfurt
- 2004: Birgit Kellner, Kiel
- 2010: Gertrud Reershemius, Birmingham
- 2014: Peter Bürger
- 2018: Klaas-Hinrich Ehlers (Freie Universität Berlin)[3]
- 2023: Birte Arendt (Universität Greifswald) und Robert Langhanke (Europa-Universität Flensburg)[4][5]

## Werke
- Die Sprache des niederdeutschen Zimmermanns dargestellt auf Grund der Mundart von Blankenese (Holstein). Dissertation. Hamburg 1926.
- Plattdeutsches Wörterverzeichnis mit den Regeln für die plattdeutsche Rechtschreibung: gemäß Erlaß der Reichsschrifttumskammer vom 2. Juli 1935, der Reichspressekammer vom 14. August 1935 und des Reichsministers für Wissenschaft, Erziehung und Volksbildung vom 20. September 1935. Meissner, Hamburg 1935.
- Die Elbe von Hamburg bis Cuxhaven. Kröger, Hamburg-Blankenese 1950.
- Hamburger Originale und originelle Hamburger. Kröger, Hamburg-Blankenese 1956.
- Kleines plattdeutsches Wörterbuch. Verlag der Fehrs-Gilde, Hamburg 1957; 8. Aufl., Verlag der Fehrs-Gilde, Hamburg 1977; 17. Aufl., Wachholtz Verlag, 1992
- Der neue Sass – Plattdeutsches Wörterbuch – Plattdeutsch – Hochdeutsch  Hochdeutsch – Plattdeutsch. 7. Auflage. Wachholtz-Verlag, Neumünster 2013, ISBN 978-3-529-03000-0.
- Niederdeutsches Autorenbuch, zusammen mit Hermann Quistorf, Hamburg 1959.